# Thomas Chorherr
Thomas Chorherr (* 27. November 1932 in Wien; † 17. Juni 2018) war ein österreichischer Journalist und Buchautor.

## Leben
Thomas Chorherr wurde 1932 als Sohn des Kaufmanns Otto Chorherr geboren. In der Zeit des Nationalsozialismus hatte er eine getarnte Kindheit als „Judenstämmling“ und „Mischling zweiten Grades“. Neben der Schule war er Mitglied im Deutschen Jungvolk und in der Rundfunkspielschar.
Chorherr studierte Rechtswissenschaften und arbeitete in den ersten Nachkriegsjahren als Lokaljournalist für das Drei-Parteien-Blatt Neues Österreich. Er verbrachte ein Studienjahr in den USA und war einige Jahre als Redakteur für die Presseabteilung der US-Mission for Economic Cooperation tätig. Später arbeitete er als außenpolitischer Journalist für die Wochenzeitung Weltpresse.
Ab 1955 arbeitete Chorherr für Die Presse und stieg 1970 zu deren innenpolitischem Ressortchef auf. Später wurde er zuerst stellvertretender Chefredakteur und schließlich 1976 Chefredakteur. 1995 wechselte er in die Funktion des Herausgebers (bis 2000). Dieser Zeitung diente er weiterhin als Kolumnist (Gastkolumne Merk’s Wien, jeweils in der Montagausgabe). 
Er war Vizepräsident des renommierten österreichischen Presseclubs Concordia und agierte mehrere Jahre als Lehrbeauftragter am Institut für Publizistik- und Kommunikationswissenschaften der Universität Wien.

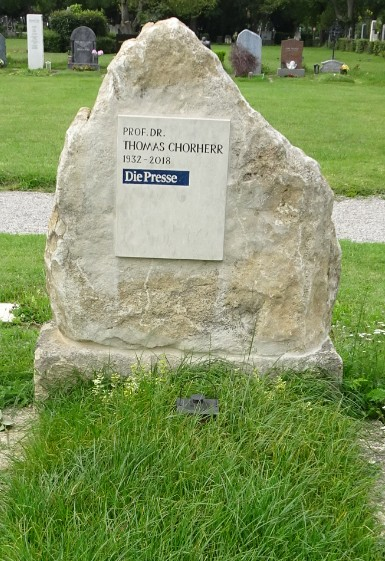
Grabstätte von Thomas Chorherr

Er wurde am Wiener Zentralfriedhof (Gruppe 40, Nr. 201) bestattet.
Thomas Chorherr war mit der Wirtschaftswissenschafterin, Publizistin und Bloggerin Christa, geb. Lambacher (* 23. April 1935), verheiratet. Der Ehe entstammen der ehemalige Grün-Politiker Christoph Chorherr und eine Tochter, die eine Kinderärztin wurde.

## Auszeichnungen
- Österreichischer Staatspreis für journalistische Leistungen im Interesse der Jugend
- Österreichisches Ehrenkreuz für Wissenschaft und Kunst I. Klasse (2002)
- Großes Ehrenzeichen für die Verdienste um die Republik Österreich (1987)[6]
- Großes Silbernes Ehrenzeichen für Verdienste um die Republik Österreich (1997)[6]
- Goldenes Ehrenzeichen für Verdienste um das Land Wien (1994)
- Großes Goldenes Ehrenzeichen des Landes Niederösterreich
- Großes Goldenes Ehrenzeichen des Landes Steiermark
- Großes Verdienstkreuz des Verdienstordens der Bundesrepublik Deutschland (1996)
- Komtur des Päpstlichen Ritterordens des heiligen Gregors des Großen (2002)[7]
- Berufstitel Professor (1992)
- Concordia-Preis für sein Lebenswerk (2015)[8]

## Werke
- Der Freizeitschock. Leben in der Urlaubsgesellschaft. Molden, Wien [u. a.] 1983, ISBN 3-217-01149-X.
- (Hrsg.): Große Österreicher. Ueberreuter, Wien/Heidelberg 1985, ISBN 3-8000-3212-0.
- Wien. Eine Geschichte. Ueberreuter, Wien 1987, ISBN 3-8000-3239-2.
- (Hrsg.): 1938 – Anatomie eines Jahres. Ueberreuter, Wien 1987, ISBN 3-8000-3245-7.
- (Hrsg.): Heiliger Zorn. Der Streit in der Kirche. Ueberreuter, Wien 1989, ISBN 3-8000-3321-6.
- Was ich davon halte. Persönliches und Politisches. Erinnerungen und Ausblicke. Amalthea, Wien 1997, ISBN 3-85002-404-0.
- Über das Lachen. Mit Illustrationen von Ironimus.  NP-Buchverlag, St. Pölten/Wien/Linz 2000, ISBN 3-85326-135-3.
- Die roten Bürger. 30 Jahre sozialistisches Österreich. Gedanken eines Konservativen. Molden, Wien 2000, ISBN 3-85485-041-7.
- Wir Täterkinder. Junges Leben zwischen Hakenkreuz, Bomben und Freiheit. Molden, Wien 2001, ISBN 3-85485-064-6.
- Pensionsschock. Planung statt Panik. Molden, Wien 2003, ISBN 3-85485-096-4.
- Eine kurze Geschichte Österreichs. Ereignisse, Persönlichkeiten, Jahreszahlen.  Ueberreuter, Wien 2003, ISBN 3-8000-3934-6.
- Wien. Eine kurze Geschichte der Stadt. Ereignisse, Persönlichkeiten, Jahreszahlen. Ueberreuter, Wien 2004, ISBN 3-8000-3965-6.
- Eine kurze Geschichte der ÖVP. Ereignisse, Persönlichkeiten, Jahreszahlen. Ueberreuter, Wien 2005, ISBN 3-8000-7111-8.
- Eine kurze Geschichte der 2. Republik. Ereignisse, Persönlichkeiten, Jahreszahlen. Ueberreuter, Wien 2005, ISBN 3-8000-7032-4.
- Die katholische Kirche in Österreich. Eine kurze Geschichte. Ereignisse, Persönlichkeiten, Jahreszahlen. Ueberreuter, Wien 2006, ISBN 978-3-8000-7153-1.
- Hilfe, wer pflegt mich? Fakten Standpunkte Perspektiven. Ueberreuter, Wien 2007, ISBN 978-3-8000-7273-6.
- Lob des Lobens. Neue Kraft durch Anerkennung. Styria, Wien/Graz/Klagenfurt 2009, ISBN 978-3-222-13258-2.
- Das Angst-Dilemma. Warum wir mit Angst nicht leben und ohne Angst nicht überleben können. Ecowin, Salzburg 2009, ISBN 978-3-902404-75-6.
- Prominente, Promis, Adabeis. wie aus der Gesellschaft die Society wurde. Molden, Wien/Graz/Klagenfurt 2011, ISBN 978-3-85485-273-5.
- Österreich: hinter den Kulissen der Politik. Ueberreuter, Wien 2011, ISBN 978-3-8000-7520-1.
- Mund halten oder Meinung sagen? Das österreichische Dilemma. Molden, Wien/Graz/Klagenfurt 2012, ISBN 978-3-85485-306-0.
- Dabei gewesen. Erinnerungen. Kremayr & Scheriau, Wien 2015, ISBN 978-3-218-00964-5.
- Requiem für die Krawatte. Die Entbürgerlichung des Bürgerlichen. Residenz, Salzburg-Wien 2016, ISBN 978-3-7017-3397-2.